# USS Green Bay (LPD-20)
USS Green Bay (LPD-20) — десантний транспортний корабель-док ВМС США, четвертий корабель типу «Сан-Антоніо». Призначений для перекидання до 800 морських піхотинців і висадки їх на берег. Також є другим кораблем ВМС США, який названий на честь містечка і затоки Грин-Бей, штат Вісконсин. 

## Будівництво
Контракт на будівництво був виданий компанії Northrop Grumman Ship Systems, Новий Орлеан, штат Луїзіана, 30 травня 2000 року. Закладка кіля відбулася 11 серпня 2003 року. Церемонія хрещення відбулася 15 липня 2006 року. Хрещеною матір'ю стала Роза Магнус, дружина помічника коменданта морської піхоти, генерала Роберта Магнуса. Спущений на воду 11 серпня 2006 року. Переданий ВМС США 29 серпня 2008 року в Новому Орлеані, штат Луїзіана. 17 грудня 2008 року вперше прибув в порт приписки в Сан-Дієго, штат Каліфорнія. Введено в експлуатацію 24 січня 2009 року. Церемонія відбулася біля пірсу в Лонг-Біч, штат Каліфорнія. Портом приписки стала військово-морська база Сан-Дієго, штат Каліфорнія. З 19 лютого 2015 року портом приписки стала військово-морська база Сасебо, префектура Нагасакі, Японія.

## Служба

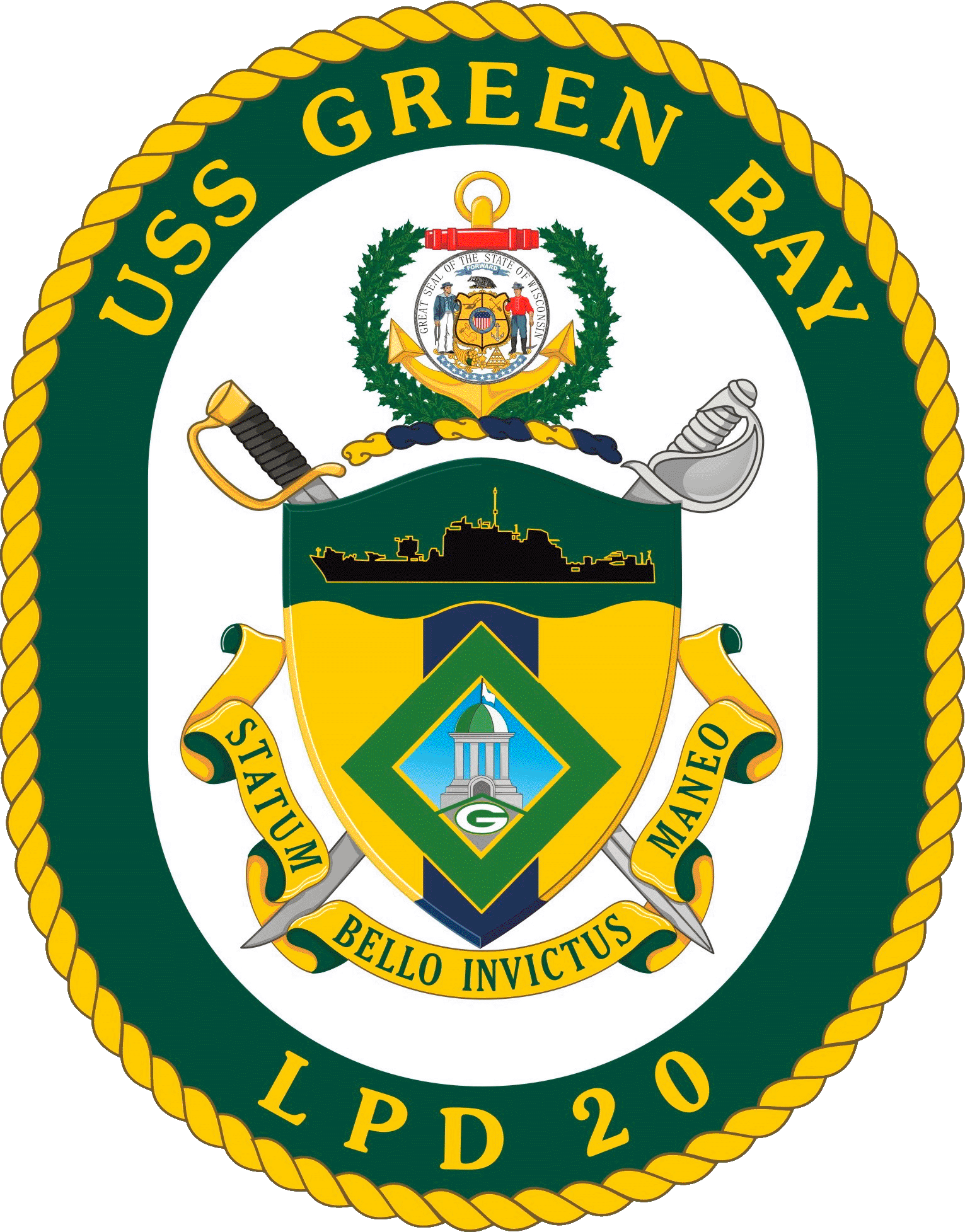
Емблема корабля

22 лютого 2011 року залишив порт приписки Сан-Дієго для свого першого розгортання в складі ударної групи універсального десантного корабля USS «Boxer» (LHD-4). 30 вересня повернувся в порт приписки після завершення розгортання в зоні відповідальності 5-го і 7-го флоту США.
8 червня 2012 року повернувся в порт приписки після завершення ходових випробувань, які проводилися після завершення семимісячного ремонту. Ремонт проводився на верфі компанії BAE Systems в Сан-Дієго. 17 вересня покинув Сан-Дієго для запланованого розгортання в зоні відповідальності 5-го і 7-го флоту США, з якого повернувся 14 травня 2013 року.
10 липня 2013 року на кораблі почався 11-місячний доковий ремонт, по завершенню якого з 11 по 13 червня 2014 року проходив морські випробування.
26 січня 2015 року залишив Сан-Дієго для зміни порту приписки на Сасебо, префектура Нагасакі, Японія, куди вперше прибув 19 лютого. 4 березня покинув порт приписки для свого першого планового весняного патрулювання у складі ударної групи універсального десантного корабля USS «Bonhomme Richard» (LHD 6), з якого повернувся 7 травня. 2 червня залишив порт приписки для літнього патрулювання у складі ударної групи ESG 7, з якого повернувся 12 вересня.

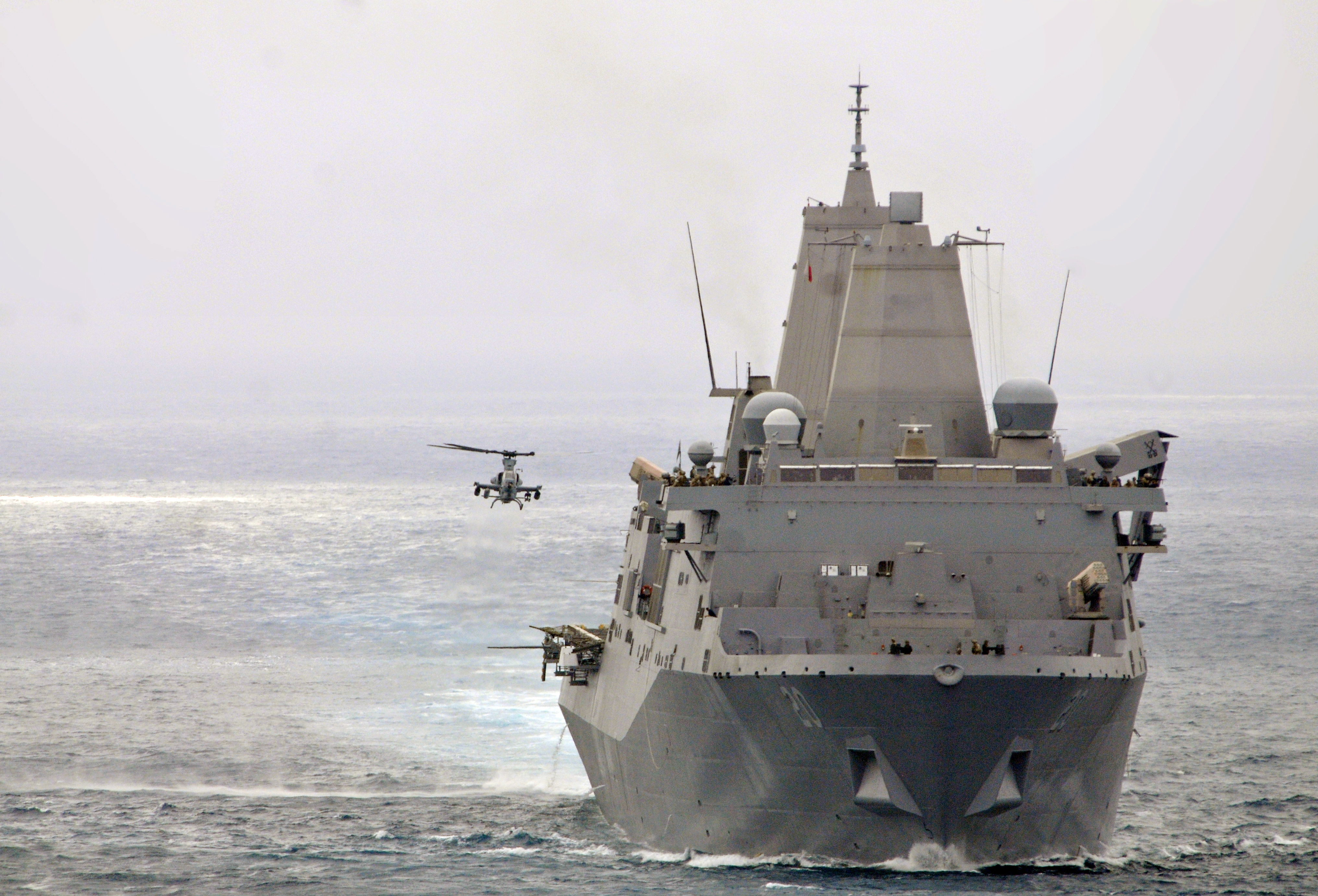
В тихому океані, 2012 рік

4 червня 2016 року залишив порт приписки для проходження чотириденних ходових випробувань, які проводилися після завершення восьмимісячного обмеженого ремонту. 8 серпня залишив порт приписки Сасебо для патрулювання. 18 серпня прибув з триденним візитом на військово-морську базу Окінава, яку залишив 21 серпня в складі Bonhomme Richard ESG, в яку також входять: універсальний десантний корабель USS «Bonhomme Richard» (LHD 6), десантний корабель-док USS «Germantown» ( LSD 42) і морські піхотинці з 31-го експедиційного загону морської піхоти. 10 листопада повернувся в порт приписки.
25 січня 2017 року залишив порт приписки Сасебо, Японія, для свого звичайного патрулювання в Індо-Азіатсько-Тихоокеанському регіоні. 2 лютого покинув військово-морську базу в Окінава, Японія, куди прибув з візитом 30 січня. Під час візиту на борт корабля прибули понад 600 морських піхотинців з 31-го експедиційного загону морської піхоти (MEU), а також було завантажено 65 транспортних засобів і близько 855 тонн обладнання. 27 липня прибув з візитом у Брисбен, Австралія, після завершення навчання «Talisman Sabre 2017».
В серпні 2019 року Китай відмовив кораблю в заході в порт Гонконг.